# دون ريس (لاعب غولف)
دون ريس (بالإنجليزية: Don Reese)‏ هو لاعب غولف أمريكي، ولد في 7 ديسمبر 1953 في أوكونتو فولز في الولايات المتحدة.

## وصلات خارجية
- دون ريس على موقع رابطة لاعبي الغولف المحترفين (الإنجليزية)